# Scandic Sjöfartshotellet

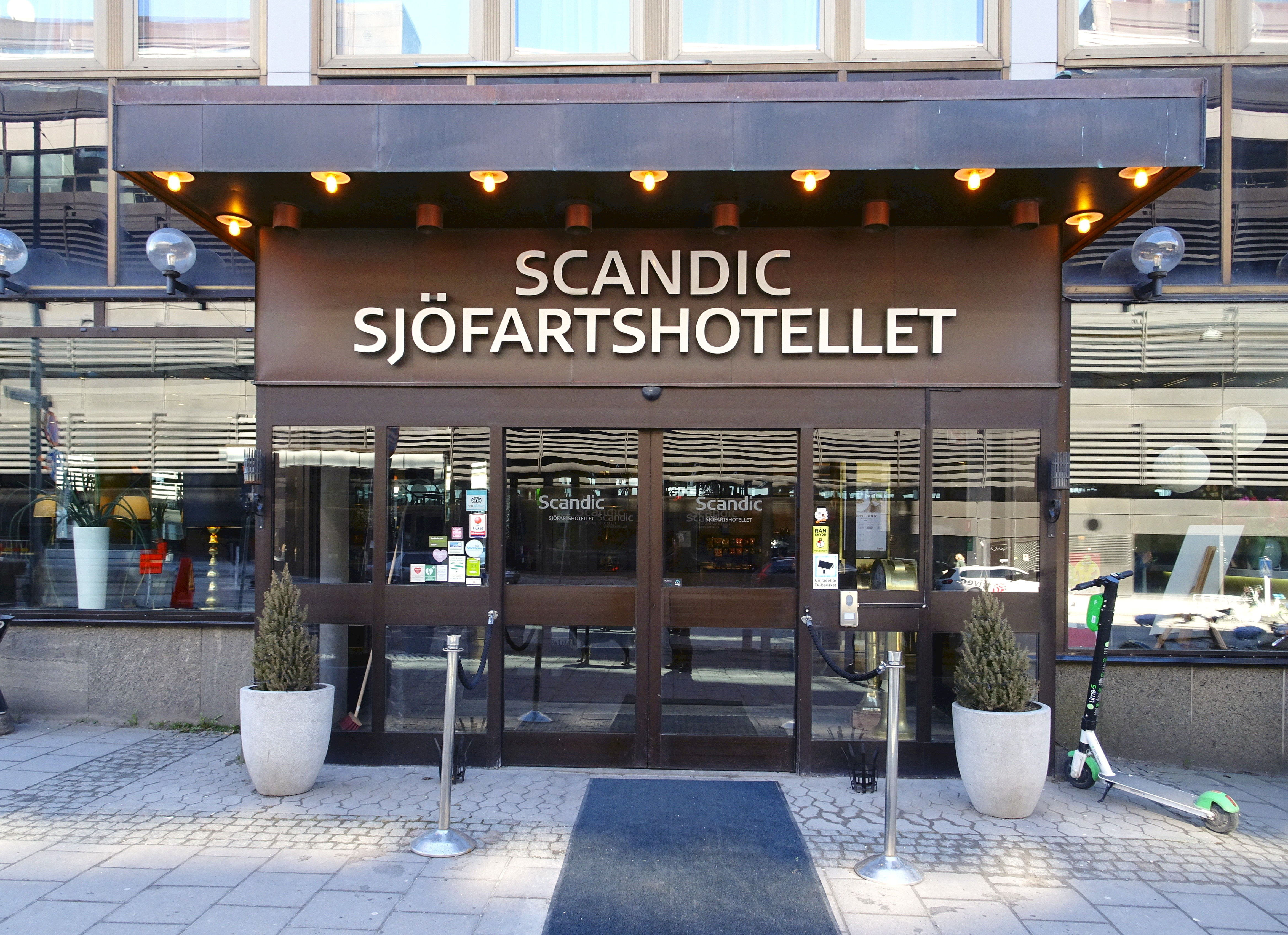
Scandic Sjöfartshotellet, huvudentré.

Scandic Sjöfartshotellet är ett hotell i kvarteret Prinsen vid Katarinavägen 26 / Glasbruksgatan 2 på Södermalm i Stockholm.

## Historik
Hotellet uppfördes 1962–1964 som Stockholms Sjöfartshotell efter ritningar av arkitekterna Axel Grönwall och Ernst Hirsch. Beställare var Stiftelsen Stockholms Sjöfartshotell, vars uppgift är att i ”…kvarteret Prinsen i Stockholms stad driva hotellrörelse för sjöfolk och därmed sammanhängande verksamhet…”. Stiftelsen skall vidare ge service till sjömän vid tillfällig vistelse i land och tillhandahåller skriv- och läsrum, bibliotek samt lämplig förströelse och underhållning.
Byggnaden vid Katarinavägen blev inflyttningsklar 1964. Innan dess hade Stiftelsen sin verksamhet i Stockholms sjömanshem vid Peter Myndes backe 3. Den nya hotellbyggnaden vid Katarinavägen fick sju våningar, två källarplan och ett berggarage i Katarinaberget. Mot Klevgränd har byggnaden, på grund av den stora nivåskillnaden, tre våningar.

## Hotellet
Sjöfartshotellets verksamhet drivs genom avtal mellan Stiftelsen och Scandic Hotels under namnet Scandic Sjöfartshotellet. Man vänder sig till sjömän men även till andra hotellgäster. Hotellet förfogar över 212 rum, sex konferensrum, restaurang, gym och bastu. På taket finns terrass med bar.

## Bilder

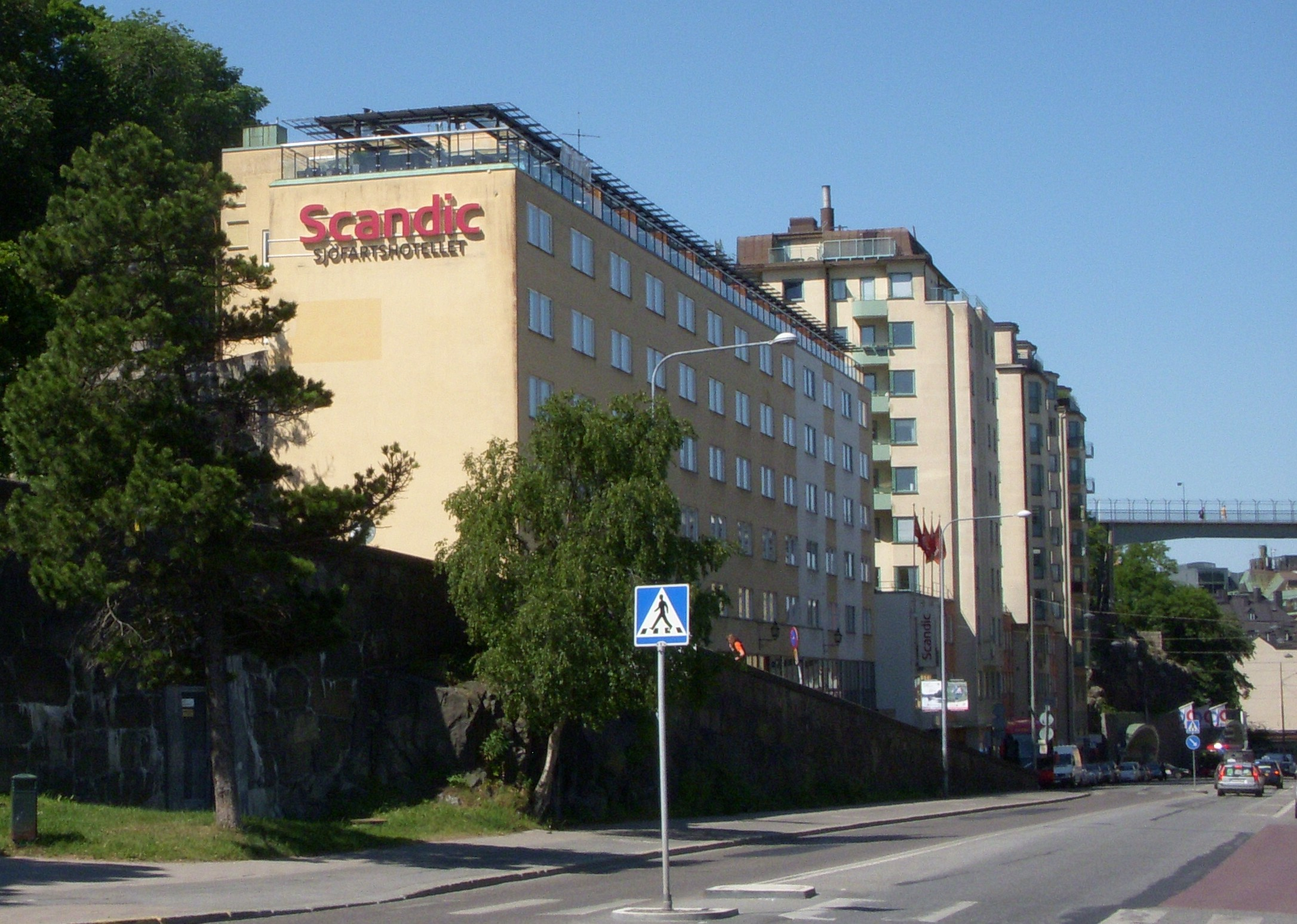
Scandic Sjöfartshotellet, fasad mot Katarinavägen.
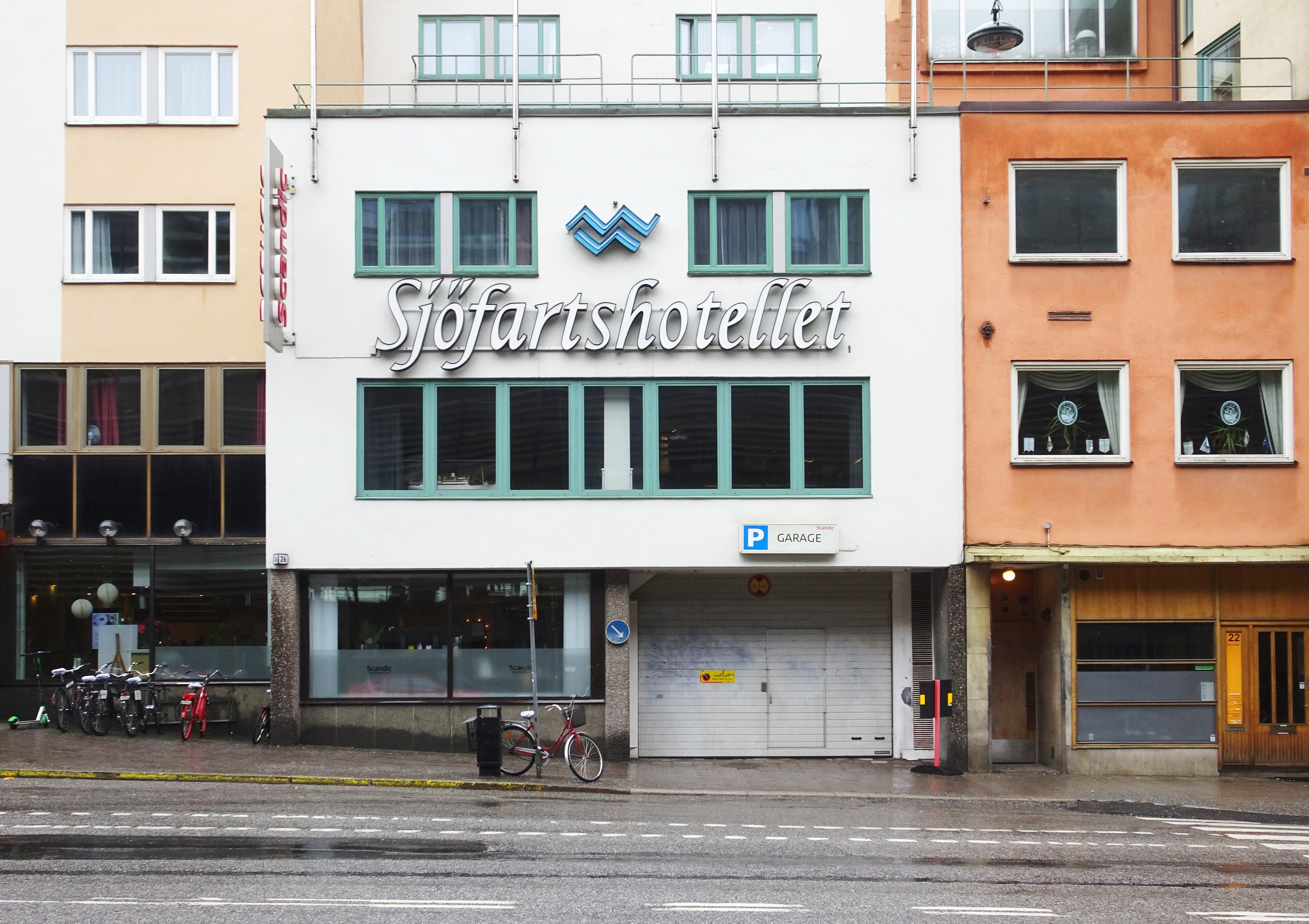
Garageentré.
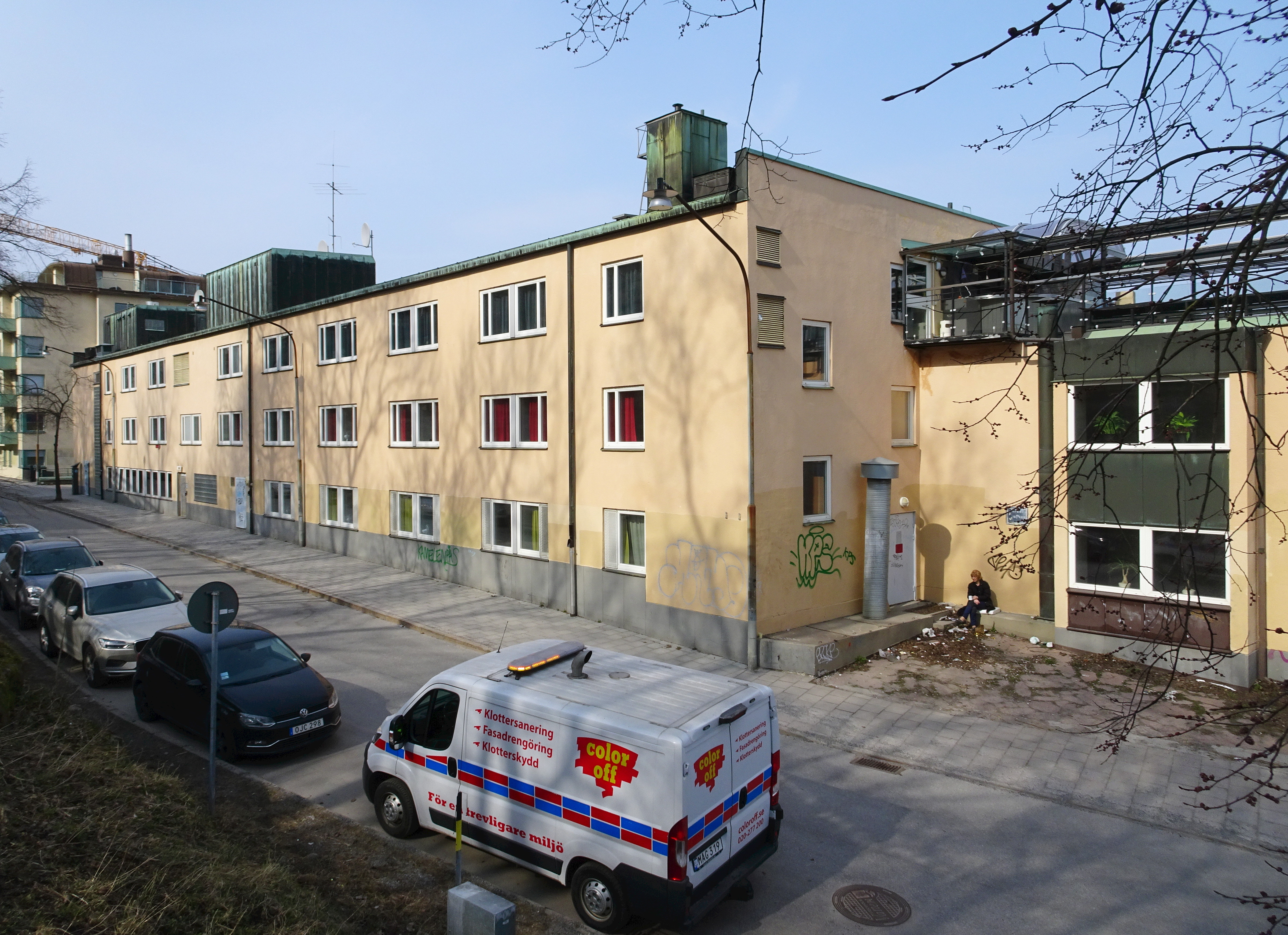
Fasad mot Klevgränd.
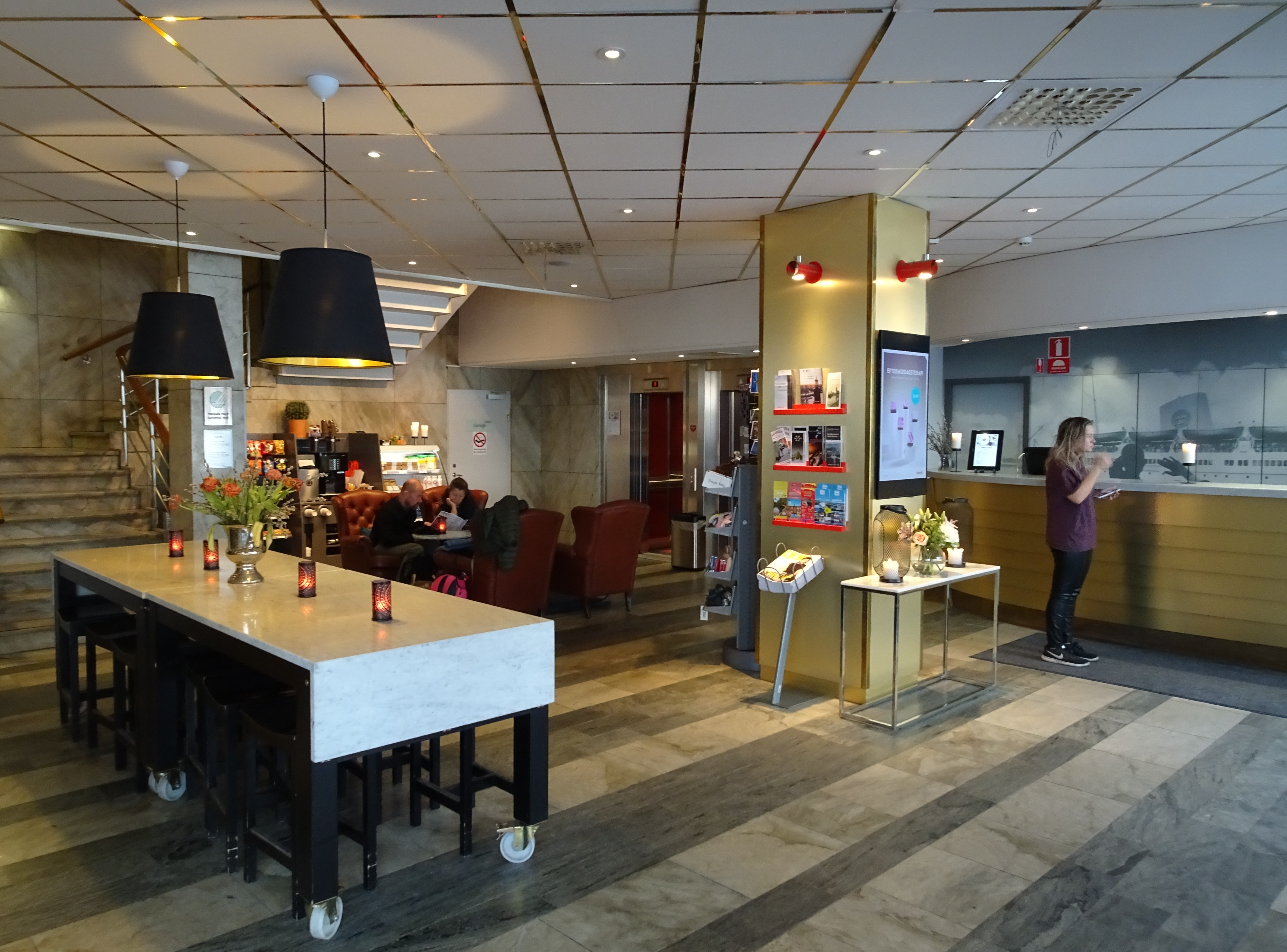
Reception.
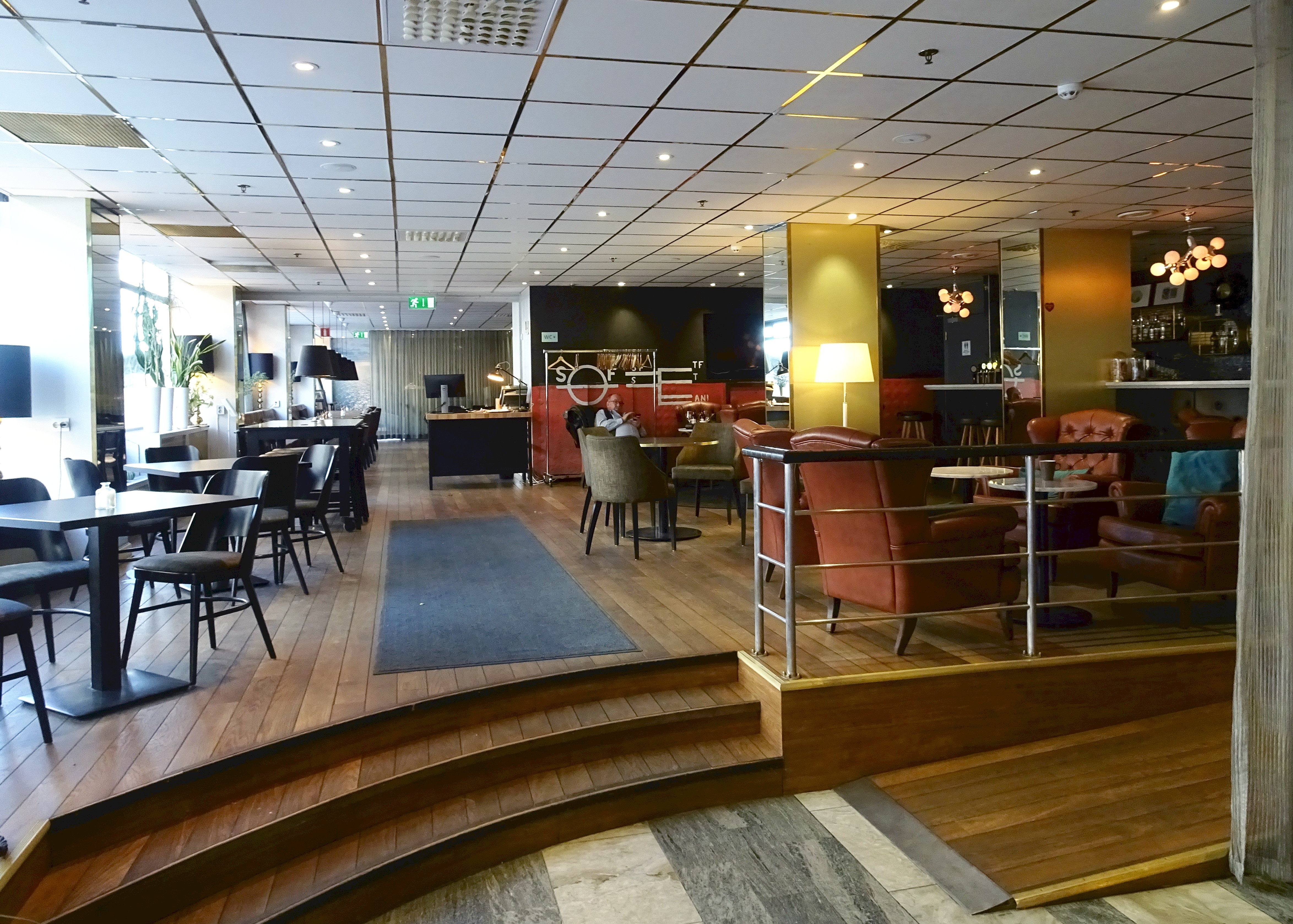
Lobby.